# El cervell de l'Spock
"El cervell de l'Spock" (títol original en anglès "Spock's Brain") és el primer episodi de la tercera temporada de la sèrie de televisió de ciència-ficció estatunidenca Star Trek. Escrit per Gene L. Coon (amb el pseudònim Lee Cronin) i dirigit per Marc Daniels, es va emetre per primera vegada el 20 de setembre de 1968.
Durant l'episodi, una dona alienígena interpretada per Marj Dusay s'envia a bord de l' Enterprise i, després d'incapacitar a la resta de la tripulació, li extirpa quirúrgicament el cervell a Spock. El capità Kirk i la tripulació tenen poques hores per localitzar-lo i restaurar-lo abans que el cos de Spock mori.
Àmpliament considerat com el pitjor episodi de la sèrie, va ser el primer que es va emetre després que NBC traslladés el programa a partir de les 20:30. a les 10 p.m. els divendres a la nit.

## Argument
La nau estel·lar de la Federació USS Enterprise, sota el comandament del capità Kirk, es troba amb una nau alienígena, des de la qual un la misteriosa dona arriba al pont de l'Enterprise. Ella adorm a tota la tripulació i després examina cadascun d'ells, posant-se un interès particular en el primer oficial Spock de Vulcà. Quan la tripulació es desperta, el director mèdic Dr. McCoy troba en Spock a la infermeria amb el seu cervell extirpat quirúrgicament. A causa de la seva inusual fisiologia vulcaniana, el cos de Spock es pot mantenir viu en aquest estat, però no més de vint-i-quatre hores, donant-li tant de temps al capità Kirk per recuperar el seu cervell robat.
L' Enterprise segueix el rastre iònic de la nau alienígena fins al sisè planeta del sistema Sigma Draconis, un món dur enmig d'una edat de gel. Una banda d'habitants masculins ataca el grup de desembarcament i un atacant capturat adverteix a Kirk sobre els "altres", també coneguts com "els donants de dolor i delit". Kirk pregunta sobre les femelles de la seva espècie, però només es troba amb desconcert.
Al grup d'aterratge s'uneix el Dr. McCoy, acompanyat del cos mòbil de Spock, controlat per un dispositiu que McCoy ha dissenyat. El grup viatja sota terra i es troba amb una dona anomenada Luma. Quan se li pregunta, Luma mostra la mentalitat d'un nen. La veu de Spock s'escolta a través d'un comunicador, però abans que la conversa vagi més enllà, Kirk i el seu grup són capturats. El grup és portat davant la líder de les dones, Kara, la mateixa dona que va aparèixer al pont de l’Enterprise. Kirk demana saber què han fet amb el cervell de Spock, però Kara afirma que no entén què és un cervell, exclamant "Cervell i cervell! Què és el cervell?" Mentre intenten explicar la funció d'un cervell, s'adona que el que busquen és el "Controlador", del qual depèn completament la civilització subterrània.
El grup d'aterratge s'escapa i segueix els senyals de Spock fins a una sala de control on s'ha col·locat el seu cervell. Kara els diu que les habilitats necessàries per extreure un cervell les va proporcionar una màquina anomenada "Professor", i que el coneixement així obtingut no dura més de tres hores. McCoy decideix utilitzar el propi Professor, i ràpidament comença el procediment per restaurar el cervell de Spock. El nou coneixement d'en McCoy comença a esvair-se abans que l'operació s'hagi completat, però en Spock li ajuda després que McCoy restableixi la capacitat de parlar d'en Spock.
Sense el seu Controlador, Kara tem per l'existència de les dones, però Kirk li assegura que els homes i les dones poden aprendre a sobreviure junts a la superfície. Per consternació de McCoy, Spock recita una llarga història de la cultura de Sigma Draconis VI.

## Doblatge al català
L’episodi va ser doblat al català pels estudis Tecni-3 (primera part) i Diálogo (segona part) i emés a TV3 l’any 1989.
| Personatge                | Actor/actriu     | Veu en català                      |
| ------------------------- | ---------------- | ---------------------------------- |
| James T. Kirk             | William Shatner  | Jordi Boixaderas                   |
| Spock                     | Leonard Nimoy    | Isidre Sola i Llop                 |
| Leonard McCoy             | DeForest Kelley  | Eduard Lluís Muntada               |
| Montgomery Scott 'Scotty' | James Doohan     | Joan Carles Gustems Domènec Farell |
| Nyota Uhura               | Nichelle Nichols | Glòria Roig Azucena Díaz           |
| Pavel Chekov              | Walter Koenig    | Quim Roca Pep Madern               |
| Christine Chapel          | Majel Barrett    | Ana Maria Mauri Rosa Gavin         |
| Kara                      | Marj Dusay       | Teresa Manresa                     |
| Luma                      | Sheyla Leighton  | Maribel de Soto                    |
| Morg                      | James Daris      | Enric Serra Frediani               |

## Producció
L'episodi va ser escrit per l'antic productor de Star Trek Gene L. Coon sota el pseudònim de "Lee Cronin".

## Recepció
L'episodi és considerat generalment pels fans, i els que van participar en la seva producció, com el pitjor episodi de la sèrie. William Shatner el va descriure com un dels pitjors episodis de la sèrie, qualificant l'argument d'un "homenatge" als executius de la NBC que van retallar el pressupost del programa i el van situar en una mala franja horària. Leonard Nimoy va escriure: "Francament, durant tot el rodatge d'aquest episodi, em vaig sentir avergonyit, un sentiment que em va superar moltes vegades durant l'última temporada de Star Trek."
Zack Handlen, de The A.V. Club, va donar a l'episodi una qualificació de "D", descrivint l'escriptura com a dolenta i repetitiva i la direcció com a feble. Va afegir que va tenir els seus moments divertits i algunes parts tenien "un encant de pel·lícula B grollera".
Al seu llibre What Were They Thinking? The 100 Dumbest Events in Television History, l'autor David Hofstede va classificar l'episodi al número 71 de la llista.
A l'episodi "The Magnificent Ferengi" de Star Trek: Deep Space Nine s'utilitza un dispositiu similar al que s'utilitza per operar a distància el cos sense cervell d'en Spock per animar un cadàver.
La banda sueca de synthpop S.P.O.C.K ha presentat "Mr. Spock's Brain" al seu àlbum de 1993 "Five Year Mission".
El grup de rock Phish interpreta una cançó titulada "Spock's Brain".
Es va fer referència de l'episodi a Modern Principles: Microeconomics per Tyler Cowen i Alex Tabarrok de la George Mason University com un exemple de com és pràcticament impossible tenir una economia planificada, en això ni tan sols el cervell de Spock podria fer funcionar una economia.
El coproductor de Star Trek Robert H. Justman va recordar al llibre Inside Star Trek The Real Story que va ser la persona que va suggerir que el cervell de l’Spock, després de ser rescatat per la tripulació de l’Enterprise, de fet "pren el relleu durant la cirurgia i li indica al Dr. McCoy exactament com tornar a inserir-lo d'on venia: dins del crani de Spock".
El 2023, l'episodi tenia una puntuació ponderada IMDb de 5,6/10.
El 2012, The A.V. Club va classificar aquest episodi com un dels deu episodis "que cal veure" de la sèrie original.
El 2013 la revista Wired va classificar aquest episodi com un dels deu episodis més subestimats de la sèrie de televisió original, assenyalant que tot i ser considerat com el pitjor episodi ocupa un lloc especial a la història de Star Trek. Tanmateix, també van suggerir que aquest episodi es podia ometre a la seva guia de marató de sèries per a la sèrie original a 2015.
El 2016, Syfy va incloure aquest episodi en un grup d'episodis de la franquícia de Star Trek que consideraven que no els agradava habitualment però que "es mereixien una segona oportunitat".
El 2017, aquest episodi va ser classificat com el tercer pitjor episodi de tots els episodis de la franquícia Star Trek, incloses les sèries posterior però abans de Star Trek: Discovery, per ScreenRant. El 2018, CBR va incloure aquest episodi en una llista d'episodis de Star Trek que són "tan dolents que s'han de veure".  Un rànquing de cada episodi de la sèrie original per Hollywood va situar aquest episodi al 78è dels 79 episodis. CBS News va enumerar "El cervell de l’Spock" com un dels pitjors de la sèrie original. Digital Fox va classificar "El cervell de l’Spock" com el número u dels pitjors episodis de tot Star Trek fins al 2018.
El 2017, Den of Geek va classificar aquest episodi com el segon "millor pitjor" episodi de Star Trek de la sèrie original.

## Llançaments
L'episodi es va estrenar al Japó el 21 de desembre de 1993, com a part del conjunt complet de LaserDisc de la temporada 3, Star Trek: Original Series log.3. També es va incloure un tràiler d'aquest i dels altres episodis, i l'episodi tenia pistes d’àudio en anglès i japonès.